# 上阿沃雷阿
上阿沃雷阿（西班牙語：Abaurrea Alta）是西班牙纳瓦拉的一个市镇。总面积21平方公里，总人口160人（2001年），人口密度8人/平方公里。